# General Motors Flexfuel
Els General Motors Flexfuel és el nom comercial d'una gamma de motors, dels fabricats per General Motors, que poden funcionar amb una mescla de gasolina i etanol.
General Motors n'ha venut més de 2.000.000 de vehicles que poden funcionar amb E85.

## Mercat brasiler
General Motors manté el lideratge en vendes de vehicles al Brasil, amb el 26,6% del mercat l'any 2004 i unes vendes de 336.125 vehicles. L'any 2003 dos mesos després del Volkswagen Gol Total Flex, GM via Chevrolet presenta el primer Corsa 1.8 L Flexpower, un motor dissenyat a través d'una joint venture amb Fiat, anomenada PowerTrain. Actualment tots els models pràcticament que General Motors ven al Brasil tenen almenys una opció flexible.
Novament distingir que els vehicles flexibles de Brasil poden funcionar únicament amb gasolina o alcohol.
Vehicles que equipen aquest motor:
- Chevrolet Corsa
- Chevrolet Montana
- Chevrolet Meriva

També fabrica un 1.0 L Flexpower, 2.0 L Flexpower i 2.4 L Flexpower.
Vehicles que equipen el motor 1.0 L Flexpower:
- Chevrolet Celta
- Chevrolet Classic

Vehicles que equipen el motor 2.0 L Flexpower:
- Chevrolet Vectra[2]
- Chevrolet Astra
- Chevrolet Zafira

Vehicles que equipen el motor 2.4 L Flexpower:
- Chevrolet Vectra[2]
- Chevrolet Blazer
- Chevrolet S10

A finals de 2007, GM presenta el motor 1.4 L Econo.Flex que equiparà, de moment, el Chevrolet Prisma.

## Mercat nord-americà

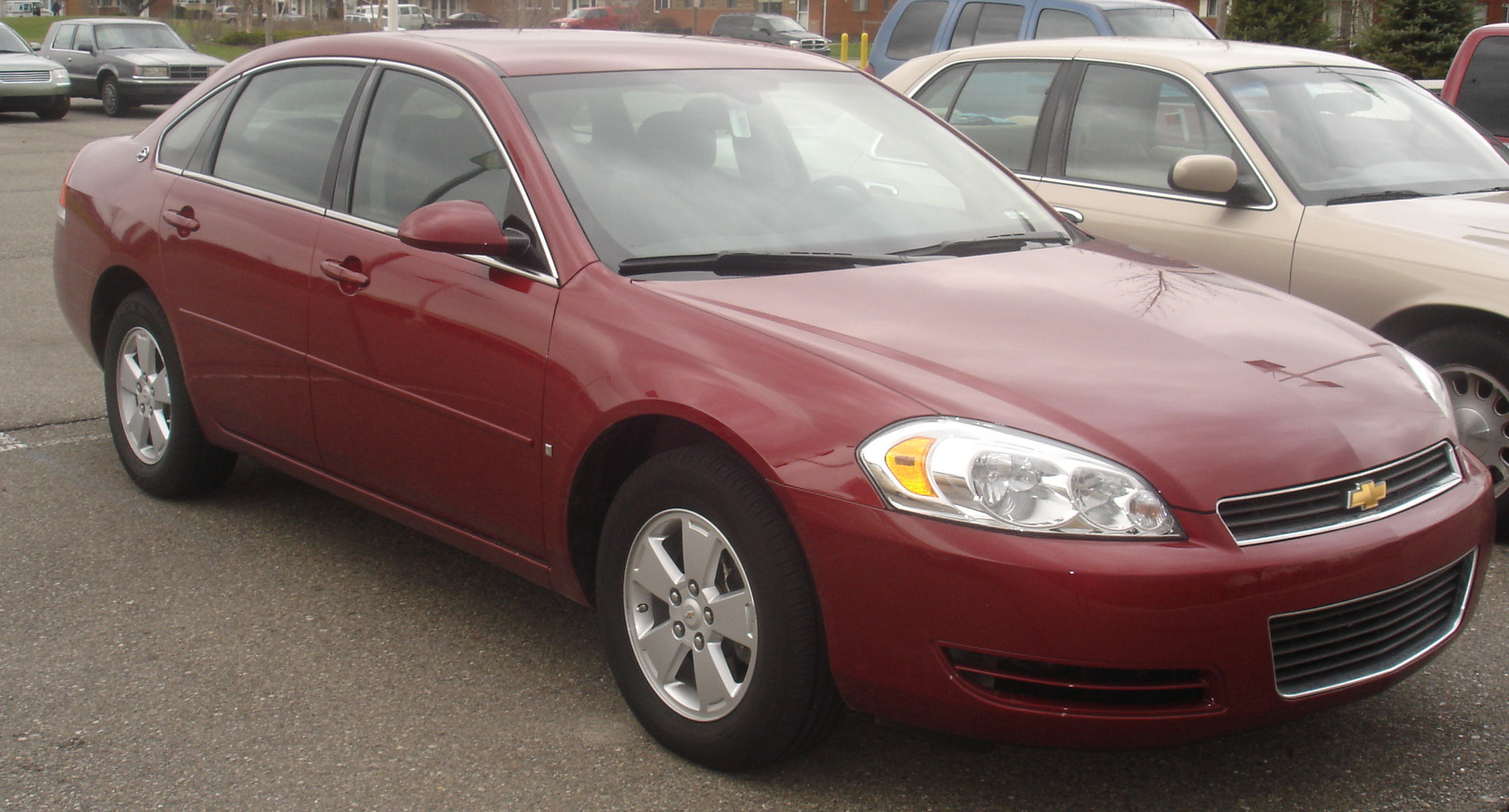
Chevrolet Impala del 2007

General Motors a Nord-amèrica ha apostat seriosament en la fabricació de vehicles preparats per funcionar amb E85. Aquesta és la llista de vehicles que poden funcionar amb E85. S'espera que per aquest 2007 se'n fabriquin més de 400.000 vehicles.
S'aconsella sempre, consultar el nº de bastidor per comprovar si efectivament pot funcionar amb E85.
Gamma actual:
- 2007-actualitat GMC Sierra Classicamb motor 5.3 L V8.
- 2007-actualitat GMC Savana amb motor 5.3 V8.
- 2007-actualitat Chevrolet Express amb motor 5.3 V8.
- 2007-actualitat GMC Sierra amb motor 5.3 L V8.
- 2007-actualitat Chevrolet Uplander amb motor High Value V6
- 2007-actualitat Pontiac Montana amb motor High Value V6
- 2007-actualitat Buick Terraza amb motor High Value V6
- 2007-actualitat Saturn Relay amb motor High Value V6
- 2007-actualitat Chevrolet Avalanche amb motor 5.3 L Vortec V8 LMG o Vortec V8 LC9.
- 2007-actualitat Cheverolet Suburban amb motor 5.3 L Vortec V8 LMG o Vortec V8 LC9.
- 2007-actualitat Chevrolet Tahoe amb motor 5.3 L Vortec V8 LMG o Vortec V8 LC9.
- 2007-actualitat GMC Yukon amb motor 5.3 L Vortec V8 LMG o Vortec V8 LC9.
- 2007-actualitat GMC Yukon XL amb motor 5.3 L Vortec V8 LMG o Vortec V8 LC9.
- 2007-actualitat Chevrolet Silverado amb motor 5.3 L Vortec V8 LMG o Vortec V8 LC9.
- 2006-actualitat Chevrolet Monte Carlo amb motor High Value V6.
- 2006-actualitat Chevrolet Impala amb motor High Value V6.

Motors anteriors:
- 2005-2006 Chevrolet Avalanche amb motor 5.3 L Vortec V8
- 2002-2006 Cheverolet Suburban amb motor 5.3 L Vortec V8
- 2002-2006 Chevrolet Tahoe amb motor 5.3 L Vortec V8
- 2002-2006 GMC Yukon amb motor 5.3 L Vortec V8
- 2002-2006 GMC Yukon XL amb motor 5.3 L Vortec V8
- 2002-2006 Chevrolet Silverado amb motor 5.3 L Vortec V8
- 2002-2006 GMC Sierra amb motor 5.3 L Vortec V8
- 2000-2002 Chevrolet S-10 amb motor 2.2L
- 2000-2002 GMC Sonoma amb motor 2.2L

## Mercat europeu
A Europa General Motors ofereix únicament els vehicles de la seva marca Saab amb motors flexibles. El 2005, s'inicia la comercialització del Saab 9-5 2.0 Biopower, amb un motor que pot funcionar amb gasolina o E85. L'any següent, l'oferta de motors Biopower s'amplia amb el Saab 9-5 2.3 Biopower.
El motor 2.0 Biopower destaca perquè quan funciona amb gasolina la potència és de 150 CV i quan funciona amb E85, la potència s'eleva a 180 cv.
A partir del 2007, el motor Biopower l'equipa també el Saab 9-3.
Cal esmentar també que Saab ja té un prototip, el Saab 9-5 BioPower 100, que pot funcionar amb alcohol. El motor, que ha estat dissenyat especialment per funcionar amb aquest combustible, és un 2.0 L amb turbocompressor que treu una potència de 300 cv i una torsió de 400 N·m.